# McLaren Technology Centre
Le centre technologique McLaren est le siège principal de McLaren Group et de toutes ses sociétés, situés sur un site de 500 000 m2 à Woking, dans le Surrey, en Angleterre. Le complexe se compose de quatre bâtiments, dont deux sont ouverts. Le bâtiment principal est le centre technologique McLaren (siège du groupe McLaren). Les autres sont le centre de production McLaren (siège de McLaren Automotive), le centre McLaren-GSK pour la performance appliquée (siège du partenariat McLaren-GSK) et le centre McLaren pour les technologies appliquées (siège de McLaren Applied Technologies).
Le siège principal est un grand bâtiment aux murs de verre, semi-circulaire, conçu par l'architecte Norman Foster et sa société, Foster + Partners. Le bâtiment a été sélectionné pour le Stirling Prize 2005, qui a été remporté par le bâtiment du Parlement écossais. Environ 1 000 personnes travaillent au centre de technologie. Il abrite le constructeur McLaren Racing Formula One et McLaren Automotive, les constructeurs de la Mercedes-Benz SLR McLaren, ainsi que d'autres sociétés du groupe McLaren. C'était également le décor principal du dessin animé McLaren Tooned et de scènes du film Fast and Furious: Hobbs and Shaw.
En 2011, la taille du centre a été doublée après la construction d'un deuxième bâtiment, le centre de production McLaren. Ce bâtiment de deux étages est utilisé pour la fabrication de voitures pour McLaren Automotive ainsi que pour certains produits de McLaren Applied Technologies. Deux autres bâtiments sont prévus sur le site pour compléter le complexe : le centre de technologie appliquée McLaren et le centre de technologie McLaren-GSK. Ceux-ci seront installés à côté du siège semi-circulaire du centre technologique McLaren et du centre de production McLaren.

## Bâtiments
- Centre technologique McLaren : il s'agit du siège principal de McLaren Group et de McLaren Racing Limited. Ce fut le premier bâtiment à ouvrir dans le complexe.
- Centre de production McLaren : Il s’agit du siège principal de McLaren Automotive. C'était le deuxième bâtiment à ouvrir.
- McLaren-GSK (GlaxoSmithKline) Centre de performances appliquées : c'est le troisième bâtiment à ouvrir. La planification a été soumise en 2011 et acceptée après modification des plans en avril 2014. Les travaux de construction ont débuté en 2015. Ce bâtiment a été renommé le McLaren Thought Leadership Centre.
- McLaren Applied Technologies Center : aucun plan n’a encore été soumis pour ce bâtiment. Ce sera le siège de McLaren Applied Technologies.

## Caractéristiques

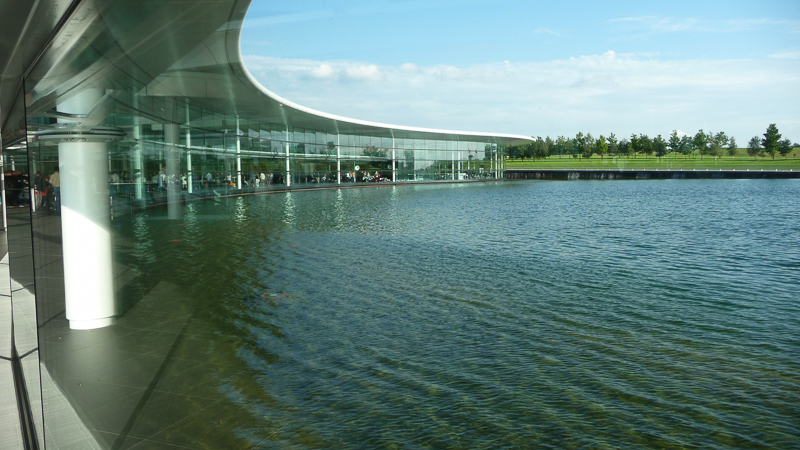
Avec le lac face à lui, le bâtiment principal du McLaren Technology Centre forme un cercle vu du ciel.

Le bâtiment est accompagné d'une série de lacs artificiels : un lac formel directement en face, qui complète le cercle du bâtiment et quatre autres lacs « écologiques ». Ensemble, ils contiennent environ 50 000 m3 d'eau. Cette eau est pompée à travers une série d'échangeurs de chaleur pour refroidir le bâtiment et dissiper la chaleur produite par les souffleries. L'espace de travail principal du bâtiment est divisé en sections de 18 mètres de large appelées « fingers » (doigts), séparées par des couloirs de 6 mètres de large appelés « streets » (rues). Les installations pour les employés comprennent un restaurant de 700 places, un bar à jus de fruits et café, une piscine et un centre de fitness. Un centre d'accueil et d'apprentissage souterrain est relié au bâtiment principal par une passerelle.
Une soufflerie en forme de circuit rectangulaire de 145 mètres de long est située à une extrémité du bâtiment. L'équipe McLaren l'utilise pour tester et développer des pièces aérodynamiques, ainsi que pour tester des configurations aérodynamiques. Le tunnel contient 400 tonnes d'acier et l'air est propulsé par un ventilateur de quatre mètres de diamètre qui tourne jusqu'à 600 tr/min.
Le centre de technologie a pour objectif de regrouper tous les aspects du groupe McLaren sur un site, au lieu des 18 sites qu’il occupait auparavant. Ron Dennis, président, CEO et copropriétaire du groupe, est convaincu que le centre de technologie attirera les meilleurs concepteurs et ingénieurs.

## Histoire
Le projet, appelé à l’origine « Paragon Technology Centre », a débuté en 1999 et environ 4 000 ouvriers ont participé à ce que le Financial Times a déclaré : « Ce projet est considéré comme le plus grand projet de construction financé par des fonds privés en Europe ». En février 2000, DaimlerChrysler a acheté 40% du groupe McLaren et McLaren a annoncé par la suite qu’il construirait la Mercedes-Benz SLR McLaren dans la nouvelle installation.
Ron Dennis expliqua l’une des raisons de son projet en 2000 : « Mettez un homme dans une pièce sombre, il a chaud, ça sent mauvais, par rapport à un homme dans une pièce fraiche, bien éclairée, qui sent bon ... Quand vous prenez une décision concernant ces deux individus, qui va être mieux équipé pour faire preuve de jugement et prendre une bonne décision ? ».
Les employés de McLaren ont commencé à utiliser les installations en mai 2003. McLaren n'a pas révélé le coût du projet, mais BBC News a suggéré un chiffre de 300 millions de livres sterling.
Un deuxième site, le centre de production McLaren, construit en face du bâtiment en 2011, sert de site de production pour les voitures de route de McLaren Automotive, y compris la MP4-12C.

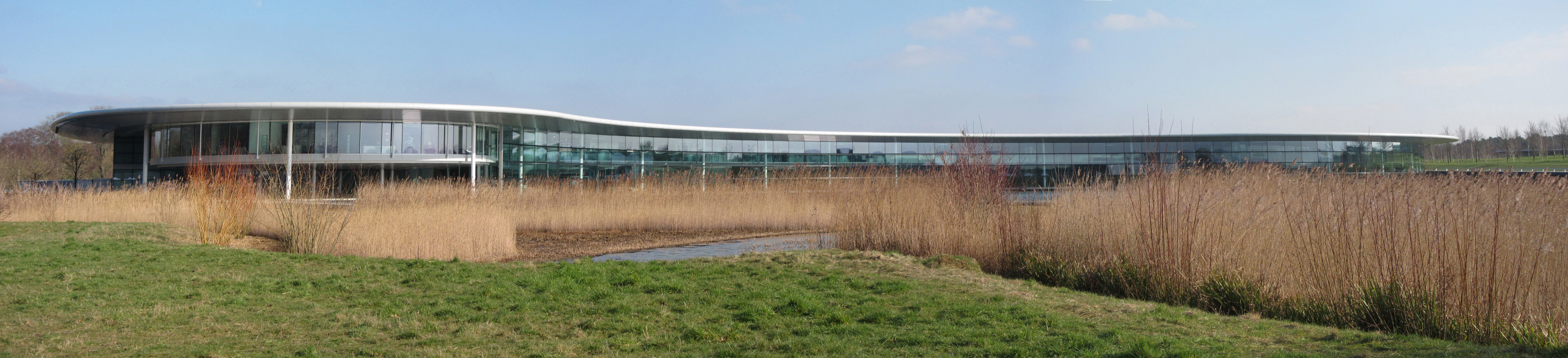
Vue panoramique du McLaren Technology Centre.

Quelques-unes des McLaren de Formule 1 exposées au McLaren Technology Centre
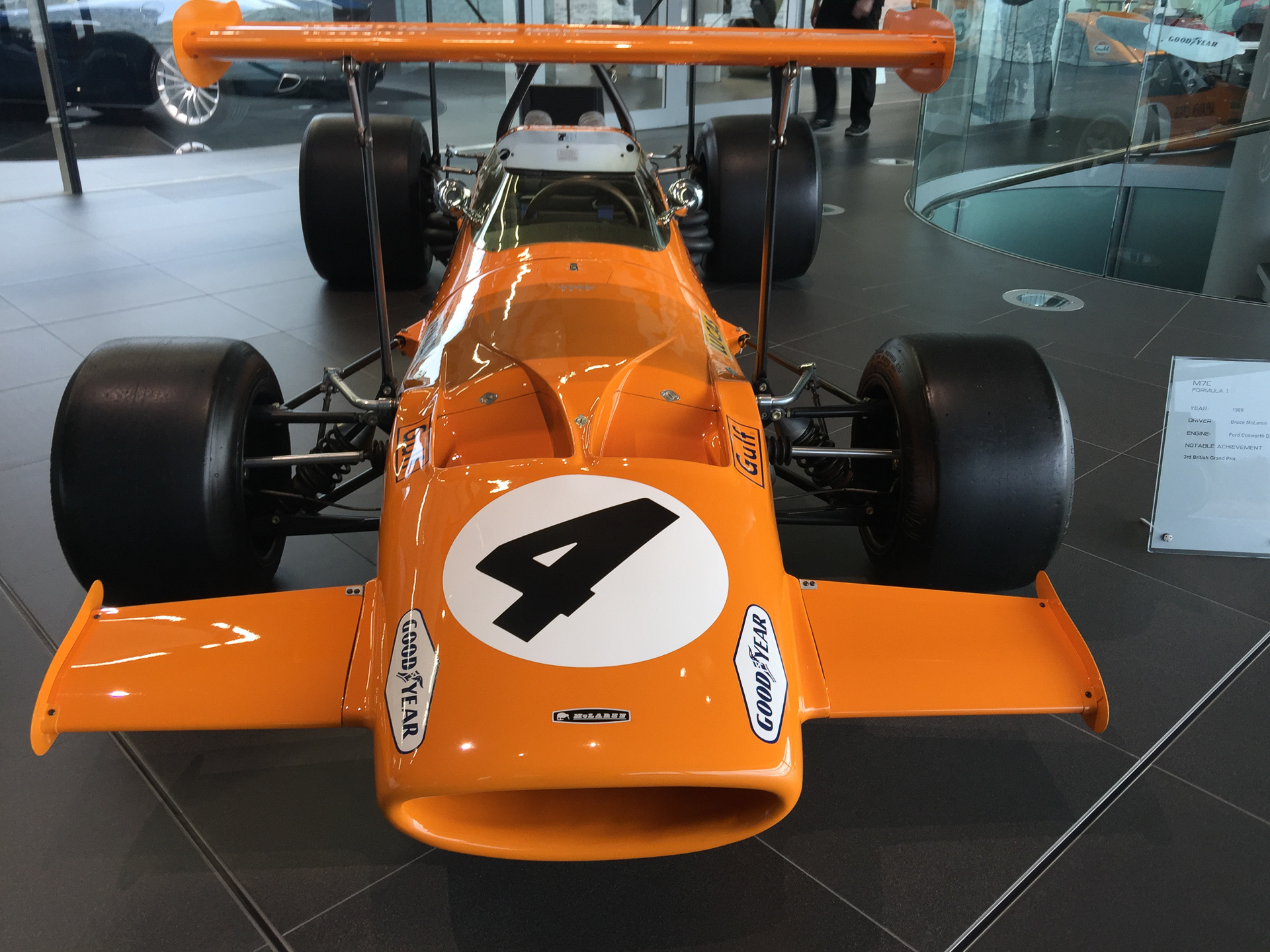
McLaren M7C pilotée par Bruce McLaren en 1969
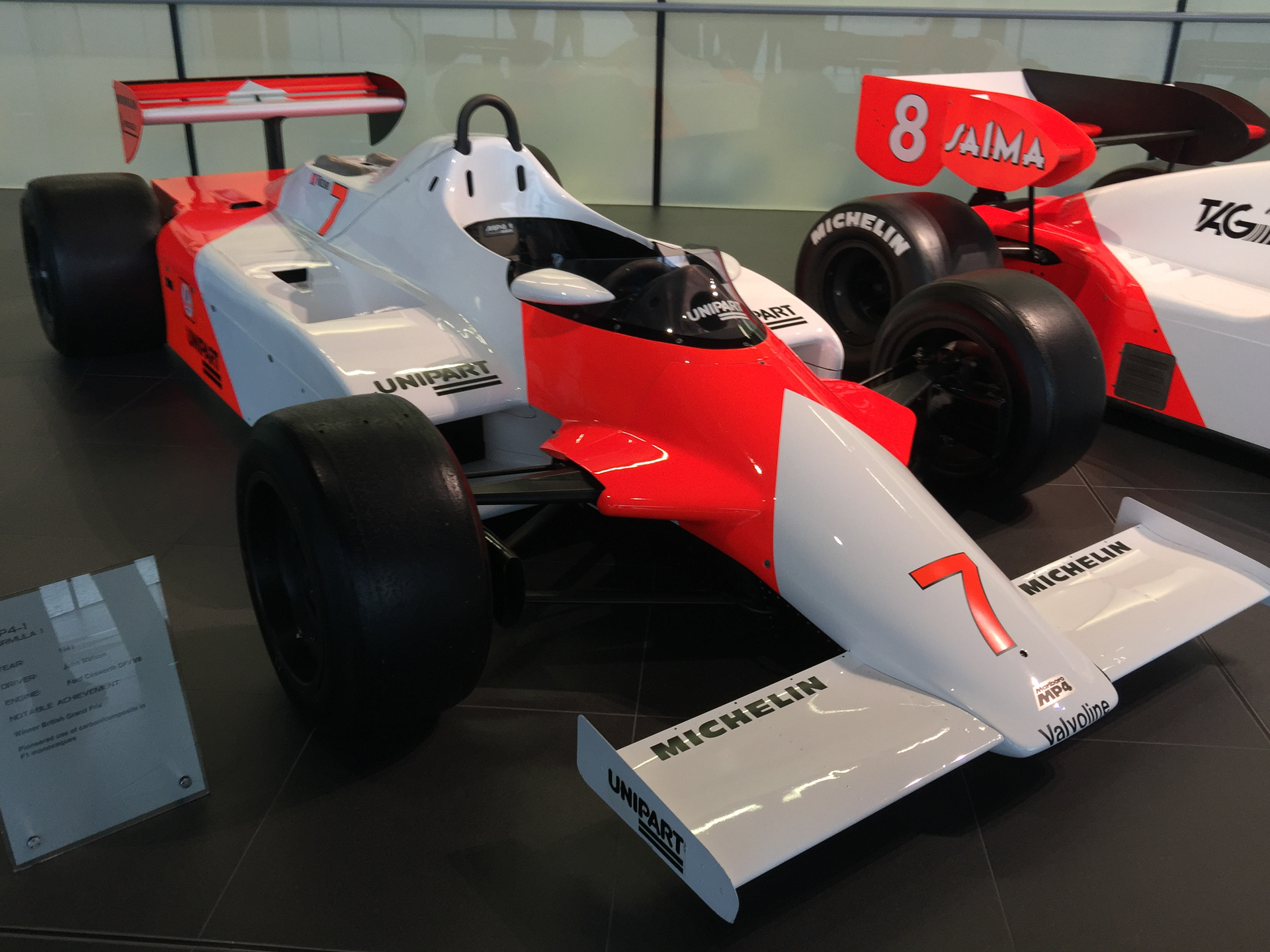
McLaren MP4/1 pilotée par John Watson en 1981
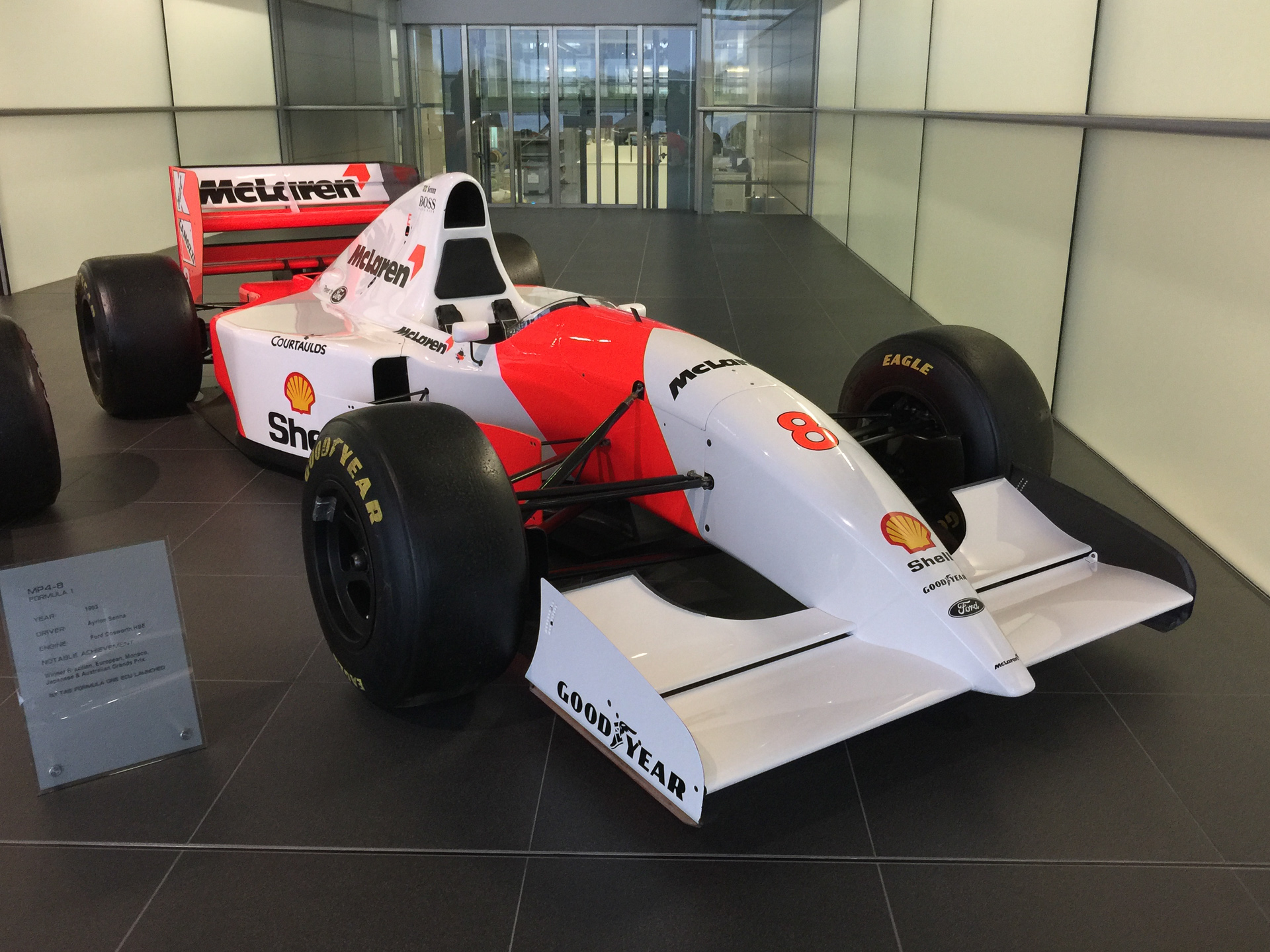
McLaren MP4/8 pilotée par Ayrton Senna en 1993
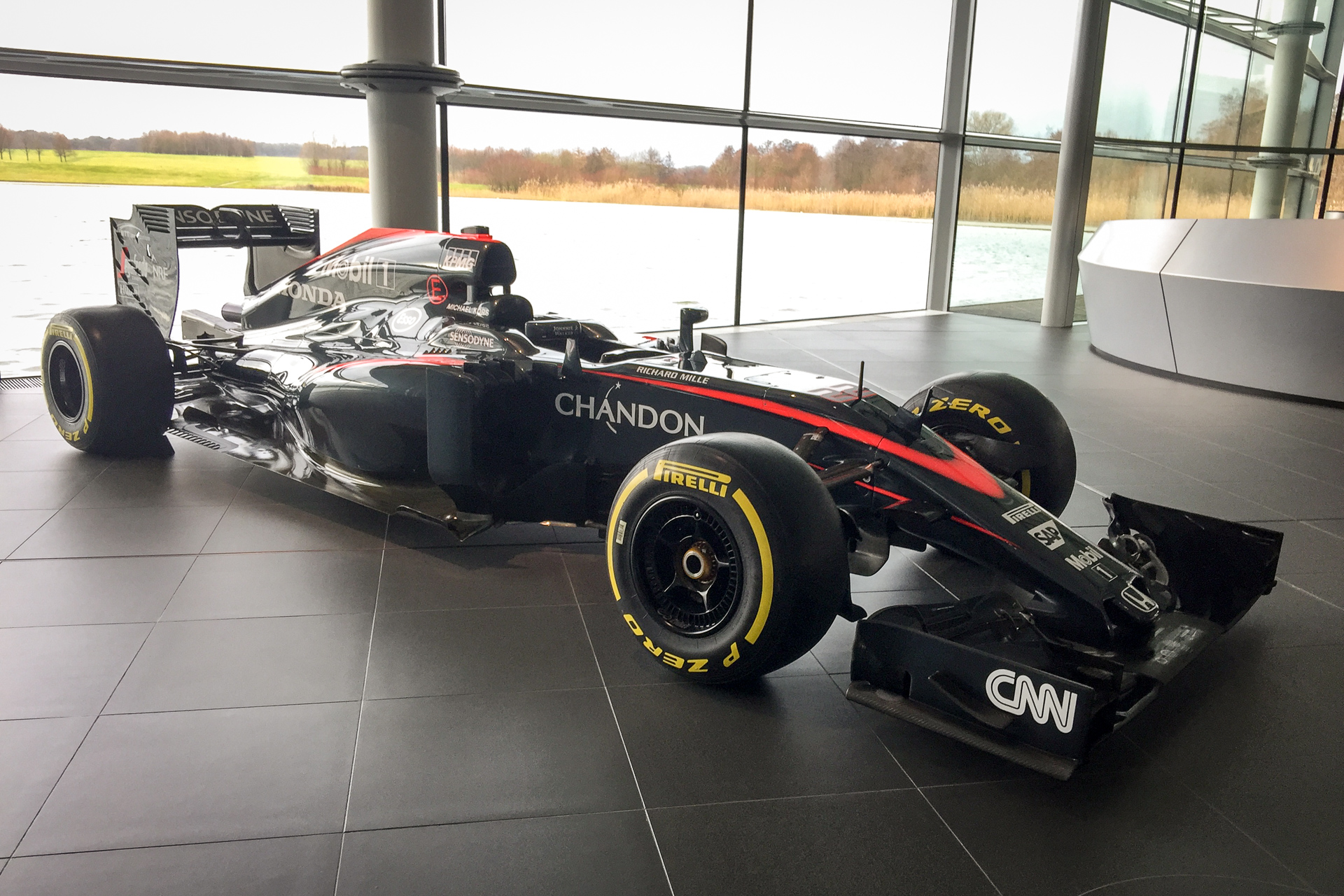
McLaren MP4-30 pilotée par Fernando Alonso, Jenson Button et Kevin Magnussen en 2015